# 螺線管

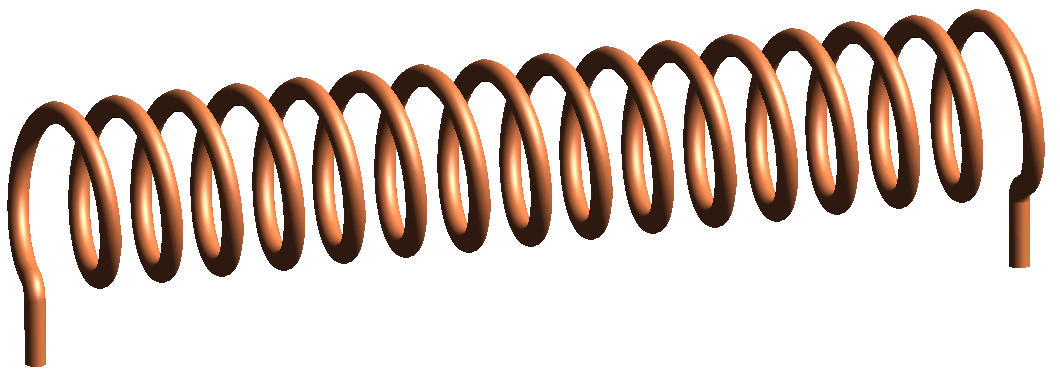
螺線管繪圖

螺線管產生的磁場（截面示圖）

螺線管是個三維線圈。在物理學裏，術語螺線管指的是多重捲繞的導線，捲繞內部可以是空心的，或者有一個金屬芯。當有電流通過導線時，螺線管內部會產生均勻磁場。螺線管是很重要的元件.。很多物理實驗的正確操作需要有均勻磁場。螺線管也可以用為電磁鐵或電感器。
在工程學裏，螺線管也指為一些换能器（transducer），將能量轉換為直線運動。电磁阀（solenoid valve）是一種綜合原件，內中最重要的組件是機電螺線管。機電螺線管是一種機電原件，可以用來操作氣控閥或液壓閥。螺線管開關是一種繼電器，使用機電螺線管來操作電開關。例如，汽車的起動器螺線管是一種機電螺線管。

## 磁場

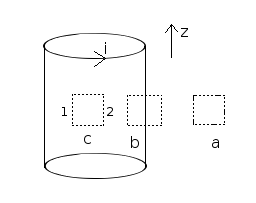
在這簡圖裏，螺線管以圓柱表面表示。電流i流動於螺線管的導線。a, b, c是三個用來計算磁場的安培閉合迴路。

假設螺線管的管長趨向於無限長，則可以忽略邊緣效應（fringe effect）。如右圖，思考迴路b，使用右手定則來尋找環繞著載流導線的磁場。假若將右手握住載流導線，大拇指指向電流方向，則其它手指會指向磁場的方向。對於一個管長很長的螺線管，磁場的徑向部分都因為對稱性而互相抵銷。所以，只有z-分量不等於零。在螺線管內，磁場朝著正z-軸方向；在螺線管外，磁場朝著負z-軸方向。
再思考迴路c，根據安培定律，因為沒有任何電流穿過迴路c，所以，磁場沿著迴路c的分量的線積分，又稱為磁場繞著迴路c的環流量，等於零。在螺線管內，因為對稱性，磁場繞著迴路c的徑向部分的環流量等於零。但是，螺線管內軸向部分（z-軸方向）的環流量不等於零：朝著正z-軸方向，磁場繞著直線段1的環流量，與朝著負z-軸方向，磁場繞著直線段2的環流量，兩個環流量相等。隨著螺線管趨向於無限長，可以假設磁場跟z-坐標無關，在直線段1任意位置的磁場都相等。同樣的，在直線段2任意位置的磁場都相等。所以，在直線段1任意位置的磁場等於直線段2任意位置的磁場。由於可以任意改變迴路的尺寸，而得到答案仍舊不變，所以，唯一可能的解釋，就是在螺線管內的磁場是個常數，不隨位置的不同而改變。同樣的論點可以用在迴路a，所以，在螺線管外的磁場是個常數，不隨位置的不同而改變。

磁場線只以閉合迴路的形式存在。

在螺線管外的磁場等於零。磁場線只以閉合迴路的形式存在。它不能像電場線一樣地從一點發散出來，或收斂於一點。假設螺線管內的磁場線的方向是朝上，則螺線管外的磁場線的方向是朝下。它們形成一條閉合迴路。但是，外面的體積超大於裏面的體積，外面的磁場線密度超低。在無限遠位置，磁場線密度等於零，磁場等於零。回想到外面的磁場是個常數，因此，外面的磁場也等於零。總結，隨著螺線管趨向於無限長，外面的磁場趨向於零。
再思考迴路b。根據安培定律，磁場繞著迴路b的環流量是
{\displaystyle Bh=\mu _{0}nih}；
其中，{\displaystyle B}是磁場，{\displaystyle h}是迴路b的軸向長度，{\displaystyle \mu _{0}}是真空磁導率，{\displaystyle n}是單位長度的線圈數，{\displaystyle i}是電流。
所以，磁場是
{\displaystyle B=\mu _{0}ni}。
這個方程式只對空心的螺線管有效。假設，螺線管內中含有金屬芯（例如鐵芯），則雖然其它參數不變，磁場的大小會有所改變。用方程式表達
{\displaystyle B=\mu _{0}\mu _{r}ni}；
其中，{\displaystyle \mu _{r}}是金屬芯的相對磁導率（relative permeability）。
磁場又可以用金屬芯的磁導率{\displaystyle \mu =\mu _{0}\mu _{r}}來表達為
{\displaystyle B=\mu ni}。

## 機電螺線管

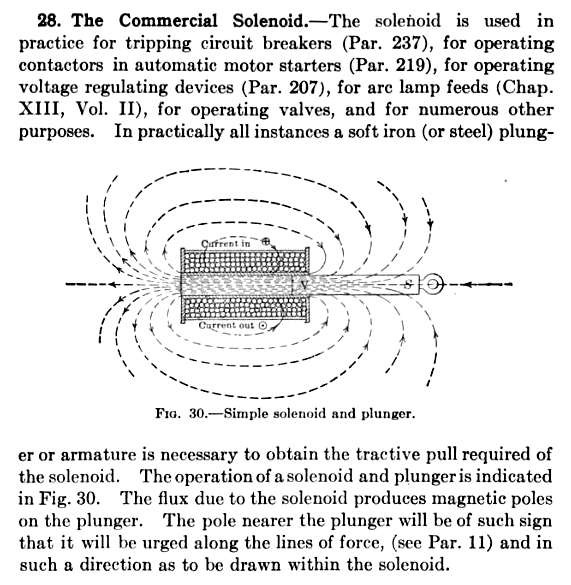
一個在1920年代大批生產的螺線管，是機電引動器的重要零件。

機電螺線管是由電磁感應線圈，捲繞於可移動的不銹鋼或鐵材質的电枢（armature）外面，所組成的機電原件。當感應線圈乘載電流時，會有磁場產生，感應線圈變成一個電磁鐵，吸引或排斥電樞，造成電樞的移動。這機制所給出的機械力可以用來操控其它機械（像氣控閥或液壓閥）。機電螺線管給出的是近距離作用力；對於遠距離，作用力會顯得微弱。由於可以用控制電路直接控制，機電螺線管的反應時間非常快速。
機電螺線管常見於電子彈珠台、點陣式印表機、燃料噴射裝置等等。

### 螺線管氣控閥
螺線管氣控閥是一種開關，運送空氣給氣控原件。後者通常是某種致動器。螺線管是由一個小尺寸線性螺線管與一個平衡的，易移動的金屬芯組成的。螺線管可以控制金屬芯的位置，引導氣體流往正確的進氣口。這共同組成的氣閥，使得小量的電流施加於螺線管，就能夠引導高氣壓的氣體，通常高至100 psi（7 bar, 0.7 MPa, 0.7 MN/m²）。有些螺線管的操作規格遠超過這氣壓。
螺線管氣控閥的操作原理就好像電晶體，允許使用少量的訊號來控制很大的元件。它也是電子控制器和氣控系統之間的介面元件。

### 螺線管液壓閥
一般而言，螺線管液壓閥的運作原理類似於螺線管氣控閥。主要的不同處是，螺線管液壓閥控制液壓油的流動，液壓通常大約為3000 psi（210 bar, 21 MPa, 21 MN/m²）。在航空製造業裏，液壓機械使用螺線管來操控液壓油的流動至致動器，給予致動器足夠的力量來彎曲鈦金屬板。
螺線管操控的閥門常常用於農業灌溉系統。在這裡，使用相當便宜的小尺寸螺線管來開啟或關閉一個小前嚮導閥，讓少量的水施加液壓於活塞。後者機械地耦合於主閥門，有足夠的力量來開關主閥門。
變速器螺線管依賴機電作用力來調整液壓油流過自動變速器的流量。離合器螺線管通常裝設於變速器的閥體內部。

### 汽車起動器螺線管
在汽車內，起動器螺線管是汽車起動器系統的一部分，又稱為起動繼電器。當駕駛者轉動鑰匙來發動汽車時，車子的電池送出一小股電流到起動器螺線管，關閉一對重形接觸。這動作允許電池送出一大股電流到汽車的起動器馬達，供給馬達的起動。

## 參閱
- 感應器
- 電磁感應
- 亥姆霍茲線圈
- 安培定律

## 外部連結
- National High Magnetic Field Laboratory網頁的Java互動指導課：螺線管產生的磁場。
- Hyperphysics網頁的論述：螺線管 （页面存档备份，存于）。
- 卡內基大學網頁的轉動聲音線圈基礎。